# رایشس‌مارک
رایشس‌مارک (به آلمانی: Reichsmark) یکای پول رایج در کشور آلمان بین سال‌های ۱۹۲۴ تا ۱۹۴۸ بود. مسئولیت مدیریت این یکای پول برعهدهٔ رایشس‌بانک قرار داشت.